# Of Darkness...
Of Darkness... es el álbum debut realizado en febrero de 1991 por la banda sueca Therion, en éste no figuran canciones nuevas sino las canciones de los demos y varias hechas cuando la banda era conocida como "Megatherion". El álbum fue reeditado por Nuclear Blast el 27 de noviembre de 2000, como parte del box-set The Early Chapters of Revelation.

## Canciones
Todos las canciones fueron compuestas por Christofer Johnsson.
1. "The Return" – 5:15
2. "Asphyxiate with Fear" – 4:00
3. "Morbid Reality" – 6:05
4. "Megalomania" – 4:10
5. "A Suburb to Hell" – 4:47
6. "Genocidal Raids" – 5:15
7. "Time Shall Tell" – 5:07
8. "Dark Eternity" – 4:45

### Reedición
La versión remasterizada del 2000 contiene los siguientes bonus track:
1. "A Suburb to Hell" (versión demo) – 5:19
2. "Asphyxiate with Fear" (versión demo) – 4:41
3. "Time Shall Tell" (canción no puesta en los demos) – 4:06
4. "Dark Eternity" (canción no puesta en los demos) – 4:19

## Intérpretes

### Therion
- Christofer Johnsson – vocales, guitarra
- Peter Hansson – guitarra líder
- Oskar Forss – batería
- Erik Gustafsson – bajo

### Producción
- Tomas Skogsberg – productor
- Gary Querns – portada

- Datos: Q1931513